# Red (film 2022)
Red (Turning Red) è un film d'animazione del 2022 co-scritto e diretto da Domee Shi, al suo debutto alla regia di un lungometraggio.
Prodotto dai Pixar Animation Studios e distribuito dai Walt Disney Studios Motion Pictures, la pellicola è il 25º lungometraggio d'animazione Pixar. Scritto con Julia Cho, il film narra la storia di Mei Lee, una tredicenne  di origini cinesi che vive a Toronto e che ha qualche difficoltà a gestire gli impulsi dell'adolescenza, che si manifestano con la trasformazione della ragazza in un grosso panda rosso. Fra i doppiatori sono inclusi Rosalie Chiang, Sandra Oh, Wai Ching Ho e James Hong.
Disponibile dall'11 marzo 2022 sulla piattaforma streaming Disney+, è stato accolto favorevolmente dalla critica, con elogi per la storia, lo sviluppo dei personaggi e i temi affrontati. È stato inoltre uno dei 5 film animati candidati agli Oscar 2023.

## Trama
Maggio 2002. Mei Lee è un'intrepida ragazza cino-canadese di 13 anni che vive a Toronto; è una studentessa prodigio e frequenta le sue migliori amiche Miriam, Priya e Abby, come lei fan della boy band 4*Town. Mei e la madre Ming trascorrono le loro giornate occupandosi del tempio cinese della loro famiglia accanto alla loro casa; tuttavia Ming si aspetta che sua figlia sia perfetta in tutto e cerca di scoraggiare le sue passioni, vedendo di cattivo occhio anche le sue amiche poiché le crede un cattivo punto di riferimento.
Una sera Ming mette in imbarazzo Mei accusando Devon un ragazzo per cui lei ha una cotta, di averla messa su una cattiva strada. La mattina dopo, al risveglio Mei scopre di essersi tramutata in un panda rosso gigante. Dopo un primo momento di panico, Mei si accorge che la trasformazione avviene solo sotto pressione emotiva e che può riacquisire forma umana se riesce a calmarsi. Ming tuttavia nota cambiamenti nel comportamento di sua figlia: credendo siano dovuti alle prime mestruazioni la segue di nascosto fino a scuola, mettendola in imbarazzo di fronte a tutta la sua classe; Mei si trasforma di nuovo in panda e viene scoperta da sua madre.
Dopo una rocambolesca fuga verso casa, i genitori spiegano a Mei che l'incanto è iniziato molti secoli prima, quando la loro antenata Sun Yee aveva chiesto agli Dèi di trasformarla in un panda rosso per proteggere sé stessa e le sue figlie dai pericoli della guerra; da allora ogni donna della famiglia di Ming si trasforma in panda rosso al raggiungimento della maggiore età. La magia può però essere annullata eseguendo un rituale nella notte di Luna rossa, grazie al quale lo spirito del Panda Rosso può essere sigillato in un talismano: la stessa Ming, sua madre e le sue sorelle lo hanno fatto. Alla prossima eclissi manca un mese, durante il quale Ming intende tenere Mei rinchiusa in una stanza per evitare guai; tuttavia le sue amiche la scoprono nella sua forma di panda e mettendola a proprio agio, le fanno scoprire che concentrarsi sul loro affetto la aiuta a tenere a bada la trasformazione. Mei lo dimostra ai suoi genitori e Ming le permette di riprendere le sue normali attività, pur continuando a tenerla d'occhio.
Le ragazze scoprono che i 4*Town daranno un concerto a Toronto il 18 maggio; tuttavia Ming temendo che la figlia non riuscirebbe a controllarsi le vieta di andarci, adducendo come scusa l'eccessivo costo del biglietto. Mei e le sue amiche hanno quindi l'idea di far diventare il panda la mascotte della scuola, in modo da raccogliere la somma necessaria per i biglietti del concerto: il piano ha un tale successo che Tyler, un ragazzo che in precedenza aveva bullizzato Mei, le chiede di esibirsi al proprio compleanno in cambio di denaro. Durante la festa tuttavia, le ragazze scoprono di aver sbagliato a leggere le date del concerto: la band si esibirà a Toronto proprio la notte dell'eclissi. Mei è talmente furiosa da non riuscire a controllare la propria forza, e aggredisce e ferisce Tyler quando questi la insulta. Ming scopre così il piano di sua figlia, ma anziché sgridarla accusa le sue amiche di averla indotta a sfruttare la sua trasformazione; Mei non avendo il coraggio di contraddirla, volta le spalle alle sue amiche.
Mei si prepara per il rituale assieme a sua madre, sua nonna e le zie venute ad assisterla. La sera del rituale Mei è combattuta se tenere il panda o sigillarlo; suo padre la fa riflettere sul fatto che il panda abbia fatto uscire il suo lato più spontaneo: tuttavia per non deludere sua madre, Mei affronta il rituale e viene trasportata in una dimensione mistica con l'aspetto di una foresta di bambù, dove incontra lo spirito di Sun Yee. Un attimo prima di imprigionare il panda tuttavia, Mei ripensa ai momenti felici che esso le ha dato: decide così di tenere i suoi poteri, abbandonando il rituale per assistere al concerto allo SkyDome. Mentre fugge, Mei frantuma accidentalmente il talismano di sua madre: la donna perde il controllo, liberando il suo spirito.
Mei riesce ad arrivare allo stadio poco prima che il concerto inizi, e chiede perdono alle sue amiche. Mentre lo spettacolo inizia Ming, trasformatasi in un panda rosso di dimensioni colossali irrompe nello stadio, spaventando tutti i presenti e mandando a monte il concerto. Trasformatasi in panda Mei affronta sua madre, mentre la sua famiglia cerca di replicare il rituale per liberarle entrambe. Durante lo scontro Mei accusa sua madre di averla oppressa, prima di farle perdere i sensi; Ming finisce fuori dal cerchio del rituale, poco prima che l'eclissi termini. A quel punto la nonna e le zie rompono i rispettivi talismani, liberando le loro forme da panda e unendo le forze per riportare Ming nel cerchio. Grazie all'aiuto delle amiche di Mei, dei 4*Town e del pubblico, il rituale ha successo: le donne vengono trasportate nella foresta mistica dove Mei comprende che anche sua madre si trova incastrata nel ruolo di "figlia perfetta", che ha riversato su sua figlia. Ming e Mei si riconciliano: le donne sigillano nuovamente le rispettive forme del panda rosso ma Mei decide di tenere i suoi poteri, perché le piace essere sé stessa. Ming accetta finalmente la sua scelta.
Settimane dopo, la famiglia Lee raccoglie fondi per la ricostruzione dello SkyDome usando il panda rosso come attrazione principale del tempio; la relazione tra Mei e Ming è migliorata, e la ragazza bilancia i suoi doveri con la normale vita di un'adolescente.

## Personaggi
- Meilin "Mei" Lee: la protagonista del film. È una ragazza cino-canadese di 13 anni, porta gli occhiali come suo padre e si trasforma improvvisamente in un enorme panda rosso ogni volta che prova una forte emozione come eccitazione rabbia o ansia, a causa della connessione mistica dei suoi antenati con il panda rosso. È una studentessa modello, aiuta i genitori al tempio dopo scuola e vorrebbe sempre compiacere sua madre. Inoltre è una fan dei 4*Town (anche se non vuole ammetterlo con sua madre Ming) e ha un gruppo di migliori amiche molto unite (Miriam, Priya e Abby). Possiede un Tamagotchi chiamato Robaire Junior. Dopo la prima trasformazione tornata in forma umana, scopre che i suoi capelli sono diventati rossi come la pelliccia del panda. Solo all’inizio del film ha i capelli neri fino a quando diventeranno rossi per il resto del film.
- Ming Lee: è la madre di Mei nonché antagonista del film. È iperprotettiva e controlla ogni mossa della figlia, la sua forma di panda è colossale rispetto a quella delle componenti della famiglia. Il suo panda rosso è confinato in una pietra che porta al collo, ma dopo che questa si rompe verrà rinchiuso nel tamagotchi di Mei.
- Jin Lee: il padre di Mei. È a conoscenza del segreto della famiglia di Ming ed è l’unico parente ad incoraggiare Mei Lee a tenere il suo panda. Come si può vedere nella scena dopo i titoli di coda, pare apprezzare le canzoni dei 4*Town e porta gli occhiali come sua figlia.
- Miriam Mendelsohn[7]: una ragazza canadese di origini ebraiche, tosta, un po' maschiaccio e migliore amica di Mei e la prima ad accettarla nella sua nuova forma. Il suo colore è il verde, veste in stile streetwear e porta l'apparecchio. Ming sostiene che Miriam sia "strana" e abbia una pessima influenza su Mei.
- Priya Mangal[7]: è una ragazzina indo-canadese, una delle migliori amiche di Mei. I suoi vestiti sono giallo ocra, porta gli occhiali e lo smalto nero. Le sue espressioni, così come la sua voce, sono impassibili anche quando è felice.
- Abby Park[7]: è una ragazza coreano-canadese e una delle migliori amiche di Mei. È molto energica e impulsiva. Indossa una salopette e un cerchietto lilla. Quando si arrabbia finisce per dire frasi in coreano.
- Tyler Nguyen-Baker: un compagno di classe di Mei che inizialmente si comporta da bullo con lei e le sue amiche. In realtà è un ragazzino molto solo e solo quando Mei e le sue compagne scoprono che anche lui è un fan dei 4*Town, riuscirà ad avere delle nuove amiche.
- 4*Town: sono una boy band formata da cinque ragazzi. I componenti sono: Robaire (probabilmente ispirazione per il nome del Tamagotchi di Mei), Tae Young, Jesse, Aaron T. e Aaron Z. Secondo le informazioni di Mei: Robaire parla francese, Jesse ha il diploma artistico, Tae Young cura gli animali feriti mentre Aaron T. e Aaron Z. hanno un "talento pazzesco". Ming si chiede come mai si chiamino "4*Town" se sono cinque e non quattro.
- Wu: la nonna di Mei, madre di Ming. Caratterizzata da una cicatrice sul sopracciglio causata da Ming. Wu non ha accettato da subito la relazione tra Ming e Jin e questo è uno dei motivi che l’ha portata ad un contrasto con la figlia. Lo spirito del suo panda è sigillato in un braccialetto di giada ma dopo che viene distrutto verrà rinchiuso in un ciondolo dei 4*Town ma che le porta sfortuna al gioco, poiché per il numero 4 porta sfortuna nella numerologia cinese.
- Chen, Ping, Helen e Lily: sono le sorelle di Ming e le zie di Mei. Le loro forme di panda sono sigillate dei gioielli che portano: Chen ha la spilla, Helen un fermaglio di giada, Lily degli orecchini e Ping un anello di giada.
- Sun Lee: è l'antenata del ramo materno della famiglia Lee. Quando in Cina imperversava la guerra ella pregò gli dei affinché la trasformassero in un panda rosso il suo animale sacro, così da proteggere il villaggio e la sua famiglia. Da allora questo dono è passato di generazione in tutte le donne ogni volta che raggiungevano la maturità.
- Signor Gao: un anziano locale e un amico della famiglia Lee che da decenni ha il ruolo di sacerdote nei rituali di sigillazione del panda rosso.
- Devon: il ragazzo che lavora al minimarket. Mei si prende una cotta per lui e finisce per fare dei disegni che lo riguardano sul suo quaderno, che quando sua madre li trova glieli mostra accusandolo di star traviando sua figlia e facendo fare a questa una figuraccia davanti ai clienti (tra cui Tyler) del minimarket.

## Produzione

### Sviluppo
Nel 2017, Shi aveva recentemente completato il cortometraggio Pixar Bao quando la Pixar l'ha invitata a proporre tre idee per un lungometraggio. I concetti da lei proposti erano tutte storie di formazione incentrate su ragazze adolescenti. Quello che divenne Turning Red era basato su una ragazza che attraversava una "pubertà magica", che Shi scrisse basandosi sulle sue esperienze personali. Shi ha detto: "Tutti sono stati lì. Tutti hanno avuto tredici anni e si sono sentiti come se si stessero trasformando in una bestia selvaggia, pelosa e piena di ormoni, e penso che sia per questo che la Pixar ne è stata attratta". Shi ha presentato tutti e tre i concetti, incluso Turning Red, alla Pixar il 31 ottobre 2017. Secondo il produttore Pixar Lindsey Collins, che ha assistito all'incontro di Shi, lo staff Pixar è stato attratto dall'idea Turning Red perché "era così chiaro che Domee aveva un'idea di chi fossero questi due personaggi principali, che Mei e Ming erano davvero chiare, speciali e uniche, più di qualsiasi altra idea" e che "ha avuto un'esperienza davvero personale con questi due personaggi che erano una sorta di versione alternativa della sua vita.

### Casting
Nel 2017, la Pixar ha assunto Chiang per fornire la voce scratch per supportare lo sviluppo del film. Chiang, che allora aveva solo 12 anni, fu scelta in parte perché era un'attrice bambina locale che viveva nella vicina Fremont, che dista solo circa 56 km dal quartier generale della Pixar a Emeryville. Dopo due anni di sviluppo, Shi e Collins sono arrivati al punto in cui il film era abbastanza "solido" da iniziare a scegliere doppiatori professionisti.

### Design e ispirazione
Il film è ambientato a Toronto, Ontario, Canada nel 2002, come confermato da uno scenografo nel febbraio 2021. Poiché è ambientato attraverso gli occhi di una ragazzina di tredici anni di nome Mei Lee, l'intero ambiente è stato stilizzato per trasmettere una sensazione specifica; Shi ha descritto l'aspetto generale del film come un "sogno asiatico per l'entusiasmo dei ragazzi". Secondo il produttore esecutivo Dan Scanlon, "Sembra una versione più morbida, colorata, magica, idilliaca, quasi giovanile della città".
Shi ha detto che diversi anime hanno influenzato il film, tra cui Sailor Moon, Ranma ½, Fruits Basket e Inuyasha. Per catturare queste influenze anime, sono stati aggiunti effetti animati 2D disegnati a mano sopra l'animazione 3D della Pixar. Shi si è ispirata anche al mio vicino Totoro, nel creare un "iconico animale gigante da afferrare con cui vorresti semplicemente sbatterti la faccia". Anche i giochi Nintendo, come Earthbound, Pokémon e The Legend of Zelda, sono stati citati come una grande influenza per il film.

### Musica
La musica del film è composta da Ludwig Göransson nel suo primo progetto di film d'animazione ed è stata registrata entro un periodo di due settimane dopo l'allentamento del blocco del COVID-19. Il film conteneva anche tre canzoni originali scritte da Billie Eilish e Finneas O'Connell: "Nobody Like U", "1 True Love" e "U Know What's Up".

## Promozione
Il 13 luglio 2021 è stato diffuso il primo teaser trailer. Il 17 novembre 2021 è stato pubblicato il trailer del film.

## Distribuzione
Originariamente il film sarebbe dovuto uscire al cinema in Italia il 10 marzo 2022 ma, a causa della pandemia di COVID-19, è stato distribuito a livello globale direttamente su Disney+ dall'11 marzo 2022. Dopo che i cinema sono stati riaperti in seguito alla Pandemia di COVID-19 il film è uscito nei cinema statunitensi e italiani il 7 marzo 2024.

### Edizione italiana
Il doppiaggio italiano fu eseguito dalla Iyuno-SDI Group e diretto da Massimiliano Manfredi su dialoghi di Roberto Morville, con la supervisione artistica di Lavinia Fenu. I testi italiani delle canzoni sono ad opera di Lorena Brancucci e la direzione musicale di Virginia Brancucci.

## Accoglienza

### Incassi
Il film ha incassato 21813358 $.

### Critica
Il film è stato accolto molto positivamente dalla critica. Su Rotten Tomatoes il 95% delle 290 recensioni professionali è positivo, con un voto medio di 8,1 su 10; il sito dice: «Commovente, divertente, splendidamente animato e culturalmente espansivo, Red estende la lunga lista di trionfi per famiglie della Pixar». Su Metacritic il voto medio ponderato di 53 recensioni è di 83 su 100,  indicando "plauso universale".

## Riconoscimenti
- 2023 - Premio Oscar[22]
  - Candidatura per il Miglior film d'animazione
- 2023 - Golden Globe
  - Candidatura per il Miglior film d'animazione
- 2023 - Premio BAFTA
  - Candidatura per il miglior film d'animazione